# 中野五郎 (著述家)
中野 五郎（なかの ごろう、1906年7月11日 - 1972年10月14日）は、日本の新聞記者、軍事史研究者、翻訳家。

## 生涯
東京府出身。東京帝国大学卒業後、東京朝日新聞に入社。太平洋戦争開戦当時はニューヨーク特派員を務めており、アメリカ政府により抑留される。開戦の翌1942年に交換船により帰国した。帰国後の1943年に『祖国に還へる』を公刊し、開戦直前から帰国に至る経緯で、アメリカ政府への最後通告遅延問題に関し議論の対象となる新庄健吉陸軍大佐の葬儀に出席した模様が記されている。
占領下の1948年に朝日新聞を退社。以降は第二次世界大戦を中心とした軍事関係の著述家・翻訳者となる。1972年に死去。
加藤哲郎によると、戦前に偽名を使って日本で活動していた労農赤軍本部のスパイであるアイノ・クーシネンが著書で「中野男爵」と記している人物は、中野のことであるとみられる。

また中野が戦後『映画芸術』1947年7月号にアメリカ映画論を寄稿した際、往年の映画評論・色彩音楽評論家「中野頃保」は中野のペンネームであると編集部が補記している。

## 著書
- 中野五郎『アメリカに学ぶ - 民主的な社会と生活のありかた』日本弘報社、1940年。doi:10.11501/1044374。のち改装版 1949年。
- 中野五郎『祖国に還へる』新紀元社、1943年。doi:10.11501/1131144。
  - 『復刻版 祖国に還える』、ダイレクト出版 2023年。西鋭夫監修。
- 中野五郎『警鐘 敵国アメリカの実相と我等の覚悟』起山房、1943年。doi:10.11501/1267188。
- 中野五郎『敵国アメリカ通信 開戦前の巻』東洋社、1943年。 NCID BN0611909X。
- 中野五郎『続・敵国アメリカ通信 開戦後の巻』東洋社、1944年。doi:10.11501/1915616。 NCID BN0611909X。

正続ともに戦意高揚を意識した内容となっている。
- 中野五郎『敵国アメリカの戦争宣伝』新太陽社、1945年。 NCID BA35805055。
- 中野五郎『デモクラシーの勝利』洋洋社〈新日本建設叢書〉、1946年。 NCID BA5710494X。
- 中野五郎『デモクラシーの勉強』目黒書店、1946年。 NCID BN1339064X。
- 中野五郎 著、太平洋協会 編『アメリカ新聞と新聞記者』 外二編、星林社、1947年。 NCID BA76780170。
- 中野五郎『アメリカ新聞と新聞記者 : ジャーナリズムの手引』星林社、1947年。 NCID BN14060196。
- 中野五郎『あめりか調 : 日本版あめりかあな集』新文芸社、1947年。doi:10.11501/1267182。
- 中野五郎『アメリカ雑記帳』七星書院、1947年。doi:10.11501/1267186。
- 中野五郎『アメリカ女性展望 - 精神と生活』七星書院、1947年。doi:10.11501/1276748。
  - 中野五郎『アメリカの女性 青空と日光と共に - アメリカ女性展望』逍遥書院、1949年。 NCID BB17763212。（改題改装版）
- 中野五郎『敗戦の歴史かくて玉砕せり : アメリカ太平洋戦史研究による日本軍玉砕作戦の真相』日本弘報社、1948年。doi:10.11501/1042019。
- 中野五郎『ギャングの世界』日本弘報社、1950年。doi:10.11501/2386074。
- 中野五郎『アメリカの暗黒 - 米国を衝動した大事件』角川書店〈角川新書〉、1954年。doi:10.11501/2985214。
- 中野五郎『アメリカの悪夢 - 全米を衝動した6大事件』大蔵出版、1955年。doi:10.11501/2985215。
- 中野五郎『世紀の犯罪 - リンドバーグ事件』妙義出版、1956年。doi:10.11501/3033196。
- 中野五郎『どこかで誰かが殺されている』都山書房〈世界実話シリーズ1 アメリカ編〉、1956年。doi:10.11501/1707714。
- 中野五郎『ギャングの季節』四季社、1961年。doi:10.11501/3033239。
- 中野五郎『殺人の季節 - 世界を震撼させた13の事件』日本文芸社、1964年。全国書誌番号:64002754。
- 中野五郎『君は第二次大戦を知っているか 教科書では学べない戦争の素顔』光人社、1982年。doi:10.11501/12182616。ISBN 4769801866。新版1990年、光人社NF文庫 1993年
- 中野五郎『朝日新聞記者の見た昭和史』（新版）光人社、1989年。doi:10.11501/12396381。ISBN 4769801688。
- 中野五郎『裁かれた進化論』仮説社〈やまねこブックレット〉、2013年。ISBN 9784773502466。 NCID BB15259357。[8]

## 翻訳
- ヘッセル・ティルトマン『日本再興の條件』日本週報社、1948年
- ジェームス・A・フィールド『レイテ湾の日本艦隊 太平洋戦争の大海戦史』日本弘報社、1949年
  - 改題『レイテ沖の日米大決戦 捷号作戦の真相記録 太平洋戦争の大海戦史』妙義出版、1956年
- サミュエル・モリソン『太平洋戦争アメリカ海軍作戦史』（全4巻）改造社、1950年 - 1951年
1・2「太平洋の旭日」
3・4「珊瑚海・ミッドウェー島・潜水艦各作戦」
- W・アンデルス『裏切られた軍隊 ポーランド第二軍団の悲劇』（上・下）光文社、1952年 - 1953年
- エドワード・R・ステチニアス『ヤルタ会談の秘密』六興出版社、1953年
- ロバート・アルフレッド・シオボールド『真珠湾の審判』大日本雄弁会講談社、1954年
  - 新版 講談社、1983年
- トム・マホニー『アメリカの商魂 偉大な商人達の成功記録』実業之日本社、1957年
- ウィリアム・B・ヒューイ『愛すればこそ スロヴィク二等兵の銃殺』実業之日本社、1957年
- エリザベス・エリオット『ジャングルの五人の殉教者』実業之日本社、1958年
- ハンソン・W・ボールドウィン『これが核兵器競争だ! 最新の米ソ軍事力の比較と戦略』実業之日本社、1958年
- ケント・ロバーツ・グリンフィールド（編）『歴史的決断』（全2巻）筑摩書房、1963年 - 1964年
  - 新版（全1巻）、1986年。ちくま学芸文庫（上・下）、2004年
- J・K・ザヴォドニー『カティンの森の夜と霧 - 第二次大戦をめぐる奇怪な大虐殺事件の真相記録』読売新聞社、1963年
  - 改題増訂版『消えた将校たち - カチンの森虐殺事件』（朝倉和子補訳、根岸隆夫解説）みすず書房、2012年
- A・J・バーカー『パール・ハーバー われ奇襲に成功せり』（加登川幸太郎共訳）サンケイ出版〈第二次世界大戦ブックス1〉、1971年
  - 改題『パールハーバー』サンケイ出版〈扶桑社文庫・第二次世界大戦文庫〉、1984年
- カール・バーガー『B29 日本本土の大爆撃』サンケイ出版〈第二次世界大戦ブックス4〉、1971年
  - 改題『B-29』サンケイ出版〈第二次世界大戦文庫〉、1985年

### ロバート・シャーウッド
※ロバート・シャーロッド（1909 - 1994）は、ジャーナリスト、編集者、戦史作家。
- 『タラワ 恐るべき戦闘の記録』光文社、1950年。改題『恐怖の島 タラワ』妙義出版、1956年
- 『サイパン』光文社、1951年。改題『サイパン 絶望の島』妙義出版、1956年。改題『死闘サイパン』リーダーズ・ダイジェスト、1973年
- 『硫黄島』光文社、1951年。改題『硫黄島・沖縄 - 地獄の島』妙義出版、1956年
- シャーロット（編）『記録写真 太平洋戦争史』（上・下）光文社、1952年。光文社カッパ・ブックス、1956年。復刻版、1995年。